# Voltage (film)
Pour les articles homonymes, voir Voltage.
Pour plus de détails, voir Fiche technique et Distribution.
Voltage ou Ra.One (रा.वन, littéralement « Accès aléatoire, un ») est un film de science-fiction indien coécrit et réalisé par Anubhav Sinha, sorti en 2011.
Le film réunit Shahrukh Khan, Kareena Kapoor et Arjun Rampal dans les rôles principaux. La bande originale est composée par le duo Vishal-Shekhar sur des paroles de Vishal Dadlani, Niranjan Iyengar, Kumaar, Panchhi Jalonvi, Anvita Dutt Guptan et Anubhav Sinha ; elle comporte notamment deux chansons interprétées par Akon, chanteur de R'n'B américano-sénégalais.
La sortie initialement annoncée en juin 2011 a été reportée en raison de l'importance des travaux de post-production, en particulier les effets spéciaux et la conversion en 3D. La sortie mondiale de Ra.One a lieu pour la fête hindoue de Diwali, le 26 octobre, dans les versions originales, tamoule, telougou, allemande, française, italienne et japonaise. La bande annonce est sortie le 31 mai 2011.

## Synopsis
Shekhar Subramanium (Shahrukh Khan), créateur de jeux vidéo, est un époux aimant et un père affectueux.
Mais, tandis qu'il a une conception traditionnelle de ses productions dans laquelle le héros doit faire triompher le Bien, son fils Prateek (Armaan Verma), un préadolescent branché, n'a d'admiration que pour les « méchants ». C'est donc pour se faire valoir aux yeux de son fiston que Shekhar met au point un jeu dans lequel le personnage négatif, Ra.One, qui est quasiment invincible contrairement à G.One, le héros. Prateek, alias Lucifer, réussit à atteindre le niveau 2 du jeu, ce qui déplaît à Ra.One qui parvient à entrer dans la vie réelle afin d'éliminer Lucifer.
Alors que Shekar est tué en protégeant son fils, G.One, qui a les traits de Shekhar, accède également au monde réel pour défendre Prateek et sa mère. La lutte entre Ra.One et G.One est sans merci.

## Fiche technique
Sauf indication contraire, les informations mentionnées dans cette section peuvent être confirmées par la base de données cinématographiques IMDb,  présente dans la section « Liens externes ».
- Titre original : रा.वन
- Titre international : Ra.One (ou Ra.1)
- Titre français : Voltage
- Réalisation : Anubhav Sinha
- Scénario : Anubhav Sinha, Kanika Dhillon, Shah Rukh Khan et Mushtaq Sheikh, d'après l'histoire d'Anubhav Sinha
- Musique : Vishal Dadlani et Shekhar Ravjiani
- Direction artistique : Sabu Cyril, Nick Dent et Santosh Kotkar
- Décors : Amy Danger et Marcus Wookey
- Costumes : Robert Lever, Manish Malhotra, Naresh Rohira et Anaita Shroff
- Photographie : Nicola Pecorini
- Montage : Sanjay Sharma et Martin Walsh
- Production : Gauri Khan et Shah Rukh Khan (non crédité)

Production déléguée : Sanjiv Chawla, Anil Sable, Prashant Shah et Rajan Vanmali
- Sociétés de production : Red Chillies Entertainment ; Eros Entertainment (coproduction)
- Sociétés de distribution : Warner Bros. Pictures Red Chillies Entertainment (Inde) ; Condor Entertainment (France)
- Budget : 39,030 millions de dollars[réf. nécessaire]
- Pays d'origine :  Inde
- Langue originale : hindi
- Format : couleur - 2.35 : 1 - 35 mm
- Genres : science-fiction ; action
- Durée : 160 minutes
- Dates de sortie :
  - Émirats arabes unis : 24 octobre 2011 (avant-première mondiale)
  - Inde : 26 octobre 2011
  - France : 24 juillet 2013 (DVD)

## Distribution
- Shahrukh Khan (VF : Yannick Blivet) : Shekhar Subramanium / G.One
- Kareena Kapoor : Sonia Subramanium, l'épouse de Shekhar
- Arjun Rampal : PiBi 2 / Ra. One
- Armaan Verma : Prateek « Lucifer », fils de Shekhar et Sonia
- Shahana Goswami : Jenny Nayar
- Tom Wu : Akashi
- Dalip Tahil (VF : Mathieu Rivolier) : Baron
- Satish Shah : Iyer
- Joe Egan : le papa
- Priyanka Chopra : une demoiselle en détresse
- Gino Picciano : un homme d'affaires
- Sanjay Dutt : Khalnayak, un bandit
- Ben Hawkey : Billy
- James Elder : un ouvrier du bâtiment
- Ben Morris : un footballeur

## Production

### Développement
Shahrukh Khan a suivi un entraînement spécial pour assurer les cascades spectaculaires du film. Les effets spéciaux sont assurés par une équipe d'Hollywood.
Le budget du film est d'environ 39 000 000 dollars. Les droits de diffusion satellite ont été vendus pour 400 000 000 roupies (soit 8 920 000 dollars) à la chaîne Star India, surpassant 3 Idiots (330 000 000).

### Attribution des rôles
Kareena Kapoor joue le rôle féminin aux côtés de SRK ; ce tandem n'est pas inédit puisqu'ils ont joué pour la première fois ensemble dans Asoka en 2001. Arjun Rampal interprète de son côté l'antagoniste de l'histoire.
Lors du talk-show de Jonathan Ross, Shahrukh Khan déclare que Jackie Chan a été approché pour un rôle et qu'il lui a envoyé le script détaillé du film, avec les ordres d'action et une brève synthèse de son personnage. Plus tard, il annonce sur Twitter que cette démarche n'a pas abouti. En juillet 2010, Shahrukh Khan signale que l'acteur sino-américain Tom Wu est retenu.

### Tournage

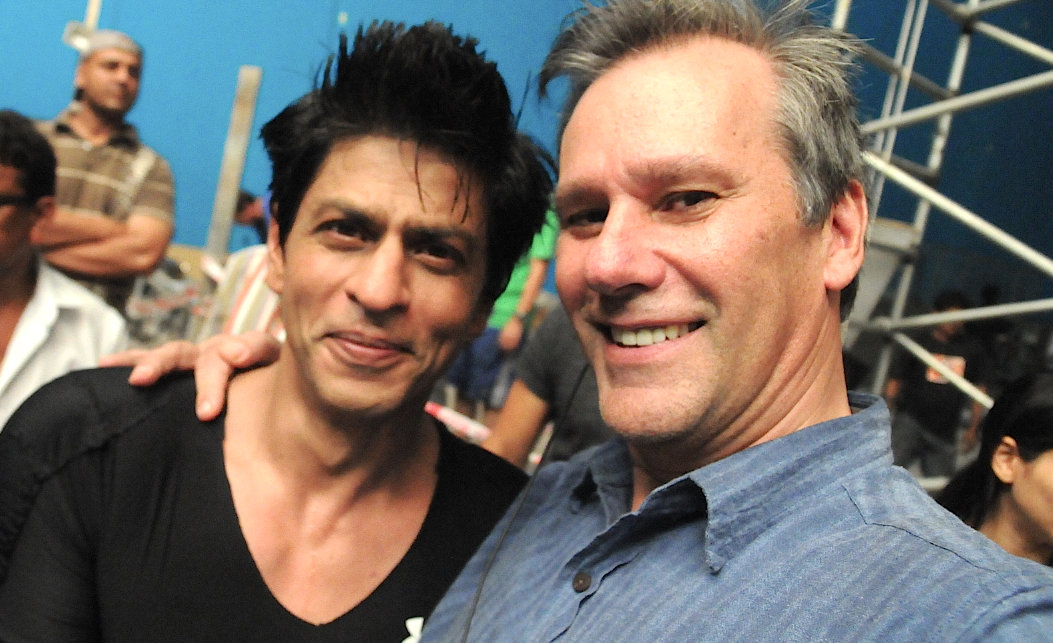
Shahrukh Khan et le photographe Jeffrey Kleiser pendant le tournage.

D'abord prévu à Miami (États-Unis) mais annulé pour raison financière, le tournage se déroule à Mumbai et à Londres. En mars 2010, Shahrukh Khan annonce sur Twitter le début du tournage.

### Musique
Les chansons sont composées par le duo Vishal-Shekhar sur des paroles de Vishal Dadlani, Niranjan Iyengar, Kumaar, Panchhi Jalonvi, Anvita Dutt Guptan et Anubhav Sinha. Le chanteur de R'n'B américano-sénégalais, Akon, y interprète deux morceaux, Criminal et Chammak Challo qu'il  enregistre à Mumbai les 9 et 10 mars 2010. Il est également cocompositeur de ce dernier qui ne compte pas moins de cinq versions et devient la chanson et la vidéo la plus téléchargée de l'année en Inde. Vishal-Shekhar sont aussi les compositeurs de la musique d'accompagnement pour l'interprétation pour laquelle ils font appel à l'Orchestre philharmonique de Prague.
Le CD de la bande originale comporte quinze pistes. Distribué par T-Series, il sort le 12 septembre 2011, quatre mois après le lancement sur internet de la chanson-titre Chammak Challo. En octobre, sortent les versions en tamoul, écrite par Vairamuthu, et en telougou, écrite par  Vanamali, Rajshri Sudhakar et Bhuvanachandra.
Liste de pistes
Version hindie
1. Bhare Naina — Nandini Shrikar, Vishal Dadlani, Shekhar Ravjiani (6:00)
2. Chammak Challo — Akon, Hamsika Iyer (3:46)
3. Chammak Challo, Club Mix — Akon, Hamsika Iyer (4:17)
4. Chammak Challo, International Version — Akon (3:47)
5. Chammak Challo, Punjabi Mix — Akon, Hamsika Iyer (3:57)
6. Chammak Challo, Remix - Akon, Hamsika Iyer (4:36)
7. Comes The Light — Instrumental (1:34)
8. Criminal — Akon, Vishal Dadlani, Shruti Pathak (5:06)
9. Criminal, Remix — Akon, Vishal Dadlani, Shruti Pathak (5:33)
10. Dildaara - Stand By Me — Shafqat Amanat Ali, Vishal Dadlani, Shekhar Ravjiani, Clinton Cerejo (4:09)
11. I'M On, Instrumental (1:21)
12. Jiya Mora Ghabraaye - The Chase — Sukhwinder Singh, Vishal Dadlani (4:37)
13. Raftaarein — Vishal Dadlani, Shekhar Ravjiani (4:29)
14. Right By Your Side — Siddharath Coutto (4:22)
15. Song Of The End, Instrumental (1:47)

## Distinctions

### Récompenses
- Zee Cine Awards 2011 :
  - Meilleur film d'action
  - Chanson de l'année : Chammak Challo
  - Meilleur son : Resul Pookutty
  - Meilleur marketing
  - Meilleure utilisation des médias
- National Film Awards 2012 : Meilleurs effets spéciaux
- Filmfare Awards 2012 : Meilleurs effets spéciaux
- Star Screen Awards 2012 :
  - Meilleurs effets spéciaux
  - Meilleure action